# ダイヤモンドビコー
ダイヤモンドビコーは日本の競走馬、繁殖牝馬である。牝馬重賞4勝2着4回。2002年にJRA賞最優秀4歳以上牝馬に選出された。

## セレクトセールで落札
1998年7月13日から14日にかけて北海道苫小牧市のノーザンホースパークで開催された第1回「セレクトセール」において、当歳であったダイヤモンドビコー（血統名：ステラマドリッドの98）は1億7500万円の高額で落札された。これは日本のセリ史上、当時の当歳牝馬の最高価格であった。
なお、このセールでダイヤモンドビコーより高額で落札されたのは2頭で、最高価格だったのは1億9000万円の「ファデッタの98（アドマイヤセレクト）」、2番目は1億8000万円の「トリプルワウの98（フサイチオーレ）」であった。

## 戦績
※現役中に馬齢の表記方法が変更されたため、2000年までは旧表記を併記

### 2歳時
2000年、2歳（旧3歳）になったダイヤモンドビコーは美浦の藤沢和雄厩舎に入厩。10月7日に東京芝1400mの新馬戦でデビュー。セレクトセールで高額で落札された話題の馬ということもあって1番人気に支持されるが、結果は0.4秒差の4着。10月28日に折り返しの新馬戦に出走。再び1番人気に支持され、1着となる。次に出走した赤松賞では4着。12月17日のフェアリーステークスではテンシノキセキの6着であった。

### 3歳時
2001年、3歳500万下で0.1秒差の2着となった後、5月6日の若鮎賞に出走し2勝目を挙げる。続けて6月3日のエーデルワイスステークスで3勝目を挙げ、8月12日に札幌のクイーンステークスに出走。古馬のヤマカツスズランに逃げ切られたものの、同い年で桜花賞2着馬でもあるムーンライトタンゴを首差抑えて2着に粘った。
9月16日に阪神のローズステークスに出走。道中は2番手につけ、直線で追い込んだローズバドを3/4馬身差抑えて重賞初勝利を飾った。トライアルを勝ったことで当然秋華賞に向かうことが検討されたが、調教師の藤沢は、約1ヶ月の間に北海道－美浦－阪神－美浦と長距離輸送が続いた上に、再び京都への輸送となることは負担が大きすぎると判断。これを回避した。
秋華賞本番ではローズステークスで破ったローズバドが2着になったこともあり、「使っていれば」という声もささやかれたが、藤沢は「もっと広い視野で考えなければいけない」として悔しがるそぶりも見せなかった。
3ヶ月の休養の後、12月16日に阪神牝馬ステークスに出走。馬体重が12kg増となっていたこともあったのか、結果は6着にとどまった。

### 4歳時
2002年3月9日に中山牝馬ステークスに出走。1番人気に支持された。道中は中団に付け、直線で外に出してスパート。上がり3ハロン34秒3の脚で、1分45秒4のレコードタイ（当時）で重賞2勝目を挙げた。2000年の秋華賞を勝ったティコティコタック、2001年の優駿牝馬を勝ったレディパステルの2頭のGI馬をそれぞれ2着、3着に抑えての会心の勝利であった。
10月13日、府中牝馬ステークスに出走。レディパステル、シルクプリマドンナ、ローズバドといった好メンバーが集まる中、道中2番手から直線で楽に抜け出し、2着のジェミードレスに1馬身半の差をつけて勝利。重賞3勝目を挙げた。
11月10日の第27回エリザベス女王杯。デビュー以来無敗の5連勝で秋華賞を制し、勢いに乗ったファインモーションが1番人気。一方、GI初挑戦ながら、2002年は牝馬限定戦では全て連対という調子の良さで迎えたダイヤモンドビコーは2番人気であった。レースでは好位に付けたファインモーションのすぐ後ろでぴったりマークして追走。直線に入って上がり3ハロン33秒4の脚でスパートしたものの、ファインモーションはその上を行く33秒2の脚で後続を突き放し、2馬身半差の圧勝。ダイヤモンドビコーは2着であった。
12月15日に阪神牝馬ステークスに出走。単勝1.3倍の圧倒的1番人気に支持された。スタート良く飛び出し3番手に付け、3コーナーで早くも先頭に立ち、オースミコスモの追撃を振り切って勝利した。
そしてこの年のJRA賞で、ダイヤモンドビコーは最優秀4歳以上牝馬に選出されたが、GI（スプリンターズステークス）勝ちのあるビリーヴを抑えての受賞であった為一部で物議を醸した。

### 5歳時
明けて2003年、休養を取ったダイヤモンドビコーは5月31日、中京の金鯱賞で復帰。馬体重が前走から10kg増だったためか直線伸びず8着。7月27日の函館記念ではさらに10kg増。直線で抜け出せず11着と惨敗。3年連続で出走となる8月17日のクイーンステークスでは馬体を絞って臨んだが、オースミハルカ、ファインモーション、テイエムオーシャンの後塵を拝して4着。9月28日にはオールカマーに出走するが、6着に終わった。
11月16日、エリザベス女王杯に出走。スタートで出遅れて後方追走の形になり、直線で伸びるも6着まで。引退レースを飾ることはできなかった。

## 競走成績
| 年月日 | 年月日 | 年月日 | 競馬場 | 競走名           | 格      | 頭数 | 枠番 | 馬番 | オッズ | 人気 | 着順 | 騎手       | 斤量 [kg] | 距離（馬場）  | タイム（上り3F） | 着差 | 勝ち馬（2着馬）        |
| 2000.  | 10.    | 7      | 東京   | 3歳新馬          |         | 17   | 6    | 12   | 1.5    | 1    | 04着 | 岡部幸雄   | 53        | 芝1400m（良） | 1.23.9 (35.7)    | 0.4  | コスモリバーサル       |
|        | 10.    | 28     | 東京   | 3歳新馬          |         | 17   | 7    | 13   | 1.7    | 1    | 01着 | 岡部幸雄   | 53        | 芝1600m（良） | 1.35.9 (37.2)    | 0.1  | （シンコウベルデ）     |
|        | 11.    | 19     | 東京   | 赤松賞           | 500万下 | 16   | 6    | 12   | 2.7    | 1    | 04着 | 岡部幸雄   | 53        | 芝1600m（良） | 1.36.7 (36.7)    | 0.5  | タカラサイレンス       |
|        | 12.    | 17     | 中山   | フェアリーS      | GIII    | 16   | 5    | 10   | 5.7    | 3    | 06着 | 横山典弘   | 53        | 芝1200m（良） | 1.10.1 (36.1)    | 0.7  | テンシノキセキ         |
| 2001.  | 4.     | 22     | 東京   | 3歳500万下       |         | 14   | 3    | 4    | 3.1    | 2    | 02着 | 岡部幸雄   | 53        | 芝1400m（良） | 1.23.1 (35.2)    | 0.1  | サマーキャンドル       |
|        | 5.     | 6      | 東京   | 若鮎賞           | 500万下 | 18   | 1    | 2    | 2.1    | 1    | 01着 | 岡部幸雄   | 53        | 芝1400m（良） | 1.21.6 (34.5)    | ハナ | （ナイキアカデミー）   |
|        | 6.     | 3      | 東京   | エーデルワイスS  | 900万下 | 16   | 4    | 7    | 10.7   | 5    | 01着 | K.デザーモ | 53        | 芝1600m（良） | 1.34.4 (35.4)    | 0.1  | （トレジャー）         |
|        | 8.     | 12     | 札幌   | クイーンS        | GIII    | 11   | 6    | 7    | 5.8    | 4    | 02着 | 岡部幸雄   | 52        | 芝1800m（良） | 1.47.9 (35.9)    | 0.5  | ヤマカツスズラン       |
|        | 9.     | 16     | 阪神   | ローズS          | GII     | 11   | 8    | 11   | 4.2    | 3    | 01着 | 松永幹夫   | 54        | 芝2000m（良） | 2.01.9 (34.6)    | 0.1  | （ローズバド）         |
|        | 12.    | 16     | 阪神   | 阪神牝馬S        | GII     | 16   | 3    | 5    | 5.7    | 2    | 06着 | K.ファロン | 54        | 芝1600m（良） | 1.33.9 (36.1)    | 0.4  | エアトゥーレ           |
| 2002.  | 1.     | 27     | 京都   | 京都牝馬S        | GIII    | 12   | 8    | 11   | 4.0    | 2    | 02着 | K.ファロン | 55        | 芝1600m（重） | 1.36.1 (35.1)    | 0.1  | ビハインドザマスク     |
|        | 3.     | 9      | 中山   | 中山牝馬S        | GIII    | 14   | 7    | 12   | 2.6    | 1    | 01着 | O.ペリエ   | 55        | 芝1800m（良） | 1.45.4 (34.3)    | 0.8  | （ティコティコタック） |
|        | 5.     | 12     | 新潟   | 新潟大賞典       | GIII    | 15   | 6    | 11   | 3.3    | 1    | 07着 | 鹿戸雄一   | 55.5      | 芝2000m（稍） | 1.59.8 (35.4)    | 1.0  | キングフィデリア       |
|        | 6.     | 9      | 東京   | エプソムカップ   | GIII    | 18   | 5    | 10   | 3.8    | 1    | 10着 | 岡部幸雄   | 55        | 芝1800m（良） | 1.48.0 (36.4)    | 1.2  | ジョウテンブレーヴ     |
|        | 8.     | 11     | 札幌   | クイーンS        | GIII    | 14   | 5    | 7    | 3.1    | 1    | 02着 | 岡部幸雄   | 56        | 芝1800m（良） | 1.48.1 (36.5)    | ハナ | ミツワトップレディ     |
|        | 10.    | 13     | 中山   | 府中牝馬S        | GIII    | 11   | 2    | 2    | 2.1    | 1    | 01着 | 加藤和宏   | 55        | 芝1800m（良） | 1.46.0 (35.0)    | 0.2  | （ジェミードレス）     |
|        | 11.    | 10     | 京都   | エリザベス女王杯 | GI      | 13   | 4    | 5    | 8.3    | 2    | 02着 | O.ペリエ   | 56        | 芝2200m（良） | 2.13.6 (33.4)    | 0.4  | ファインモーション     |
|        | 12.    | 15     | 阪神   | 阪神牝馬S        | GII     | 16   | 5    | 9    | 1.3    | 1    | 01着 | O.ペリエ   | 56        | 芝1600m（良） | 1.33.2 (35.1)    | 0.1  | （オースミコスモ）     |
| 2003.  | 5.     | 31     | 中京   | 金鯱賞           | GII     | 14   | 5    | 7    | 17.9   | 8    | 08着 | K.デザーモ | 56        | 芝2000m（稍） | 1.59.7 (35.9)    | 0.8  | タップダンスシチー     |
|        | 7.     | 27     | 函館   | 函館記念         | GIII    | 15   | 8    | 14   | 13.5   | 7    | 11着 | 古川吉洋   | 56        | 芝2000m（良） | 2.01.0 (36.4)    | 1.1  | エアエミネム           |
|        | 8.     | 17     | 札幌   | クイーンS        | GIII    | 11   | 1    | 1    | 9.7    | 3    | 04着 | 松永幹夫   | 58        | 芝1800m（良） | 1.48.3 (34.4)    | 0.6  | オースミハルカ         |
|        | 9.     | 28     | 中山   | オールカマー     | GII     | 10   | 5    | 5    | 9.0    | 4    | 06着 | 柴田善臣   | 56        | 芝2200m（良） | 2.15.0 (35.6)    | 0.6  | エアエミネム           |
|        | 11.    | 16     | 京都   | エリザベス女王杯 | GI      | 15   | 5    | 9    | 10.1   | 5    | 06着 | O.ペリエ   | 56        | 芝2200m（良） | 2.12.2 (34.9)    | 0.4  | アドマイヤグルーヴ     |

## 引退後
繁殖牝馬となり、北海道千歳市の社台ファームに繋養され、2012年より新冠町の村上欽哉牧場に繋養されていた。2014年1月26日、キングカメハメハ産駒の牡馬を出産した後に疝痛を発症。1月29日に容体が悪化したため、安楽死の処置が取られた。
直仔からこれといった産駒は出ていないが、5番仔アルマーズビコーの産駒ギガースが2024年の若潮スプリントなど地方重賞3勝を挙げている。
|       | 馬名                     | 生年   | 性 | 毛色   | 父                 | 馬主                                 | 厩舎                                             | 戦績                                  |
| ----- | ------------------------ | ------ | -- | ------ | ------------------ | ------------------------------------ | ------------------------------------------------ | ------------------------------------- |
| 初仔  | ウインプラチナム         | 2005年 | 牝 | 青毛   | ゼンノエルシド     | （株）ウイン →片山良三 →（株）ウイン | 美浦・国枝栄 →園田・重畠勝利 →美浦・国枝栄       | 中央10戦0勝 地方2戦2勝 （引退・繁殖） |
| 2番仔 | ウインマリアベール       | 2007年 | 牝 | 栗毛   | クロフネ           | （株）ウイン                         | 美浦・国枝栄                                     | 24戦4勝（引退・繁殖）                 |
| 3番仔 | ウインジュビリー         | 2008年 | 牝 | 青鹿毛 | シンボリクリスエス | （株）ウイン                         | 美浦・国枝栄                                     | 18戦2勝（引退・繁殖）                 |
| 4番仔 | ダイヤモンドビコーの2009 | 2009年 | 牡 | 青毛   | シンボリクリスエス |                                      |                                                  | 不出走                                |
| 5番仔 | アルマーズビコー         | 2010年 | 牝 | 黒鹿毛 | ジャングルポケット | 大迫久美子                           | 栗東・大久保龍志 →門別・原孝明                   | 6戦0勝（引退・繁殖）                  |
| 6番仔 | ペルセヴェランテ         | 2012年 | 牡 | 黒鹿毛 | キングカメハメハ   | 有限会社シルク                       | 美浦・国枝栄                                     | 5戦2勝（引退）                        |
| 7番仔 | ゼンノタヂカラオ         | 2013年 | 牡 | 黒鹿毛 | キングカメハメハ   | 大迫久美子                           | 栗東・中内田充正 →美浦・田中博康                 | 22戦2勝（引退）                       |
| 8番仔 | ゼンノワスレガタミ       | 2014年 | 牡 | 鹿毛   | キングカメハメハ   | 大迫久美子 →大迫基弘                 | 栗東・中内田充正 →栗東・坂口智康 →川崎・山崎裕也 | 30戦4勝（引退）                       |

## 血統表
| ダイヤモンドビコーの血統                          | ダイヤモンドビコーの血統     | ダイヤモンドビコーの血統 | （血統表の出典）     | （血統表の出典） |
| 父系                                              | サンデーサイレンス系         | サンデーサイレンス系     | サンデーサイレンス系 | [ § 2 ]          |
| 父 *サンデーサイレンス Sunday Silence 1986 青鹿毛 | 父の父Halo 1969 黒鹿毛       | Hail to Reason           | Turn-to              | Turn-to          |
| 父 *サンデーサイレンス Sunday Silence 1986 青鹿毛 | 父の父Halo 1969 黒鹿毛       | Hail to Reason           | Nothirdchance        |                  |
| 父 *サンデーサイレンス Sunday Silence 1986 青鹿毛 | 父の父Halo 1969 黒鹿毛       | Cosmah                   | Cosmic Bomb          | Cosmic Bomb      |
| 父 *サンデーサイレンス Sunday Silence 1986 青鹿毛 | 父の父Halo 1969 黒鹿毛       | Cosmah                   | Almahmoud            |                  |
| 父 *サンデーサイレンス Sunday Silence 1986 青鹿毛 | 父の母Wishing Well 1975 鹿毛 | Understanding            | Promised Land        | Promised Land    |
| 父 *サンデーサイレンス Sunday Silence 1986 青鹿毛 | 父の母Wishing Well 1975 鹿毛 | Understanding            | Pretty Ways          |                  |
| 父 *サンデーサイレンス Sunday Silence 1986 青鹿毛 | 父の母Wishing Well 1975 鹿毛 | Mountain Flower          | Montparnasse         | Montparnasse     |
| 父 *サンデーサイレンス Sunday Silence 1986 青鹿毛 | 父の母Wishing Well 1975 鹿毛 | Mountain Flower          | Edelweiss            |                  |
| 母 *ステラマドリッド Stella Madrid 1987 鹿毛      | 母の父Alydar 1975 栗毛       | Raise a Native           | Native Dancer        | Native Dancer    |
| 母 *ステラマドリッド Stella Madrid 1987 鹿毛      | 母の父Alydar 1975 栗毛       | Raise a Native           | Raise You            |                  |
| 母 *ステラマドリッド Stella Madrid 1987 鹿毛      | 母の父Alydar 1975 栗毛       | Sweet Tooth              | On-and-On            | On-and-On        |
| 母 *ステラマドリッド Stella Madrid 1987 鹿毛      | 母の父Alydar 1975 栗毛       | Sweet Tooth              | Plum Cake            |                  |
| 母 *ステラマドリッド Stella Madrid 1987 鹿毛      | 母の母My Juliet 1972 黒鹿毛  | Gallant Romeo            | Gallant Man          | Gallant Man      |
| 母 *ステラマドリッド Stella Madrid 1987 鹿毛      | 母の母My Juliet 1972 黒鹿毛  | Gallant Romeo            | Juliets Nurse        |                  |
| 母 *ステラマドリッド Stella Madrid 1987 鹿毛      | 母の母My Juliet 1972 黒鹿毛  | My Bupers                | Bupers               | Bupers           |
| 母 *ステラマドリッド Stella Madrid 1987 鹿毛      | 母の母My Juliet 1972 黒鹿毛  | My Bupers                | Princess Revoked     |                  |
| 母系(F-No.)                                       | My Bupers系(FN:6-a)          | My Bupers系(FN:6-a)      | My Bupers系(FN:6-a)  | [ § 3 ]          |
| 5代内の近親交配                                   | なし                         | なし                     | なし                 | [ § 4 ]          |
| 出典                                              | 1. 2. 3. 4.                  | 1. 2. 3. 4.              | 1. 2. 3. 4.          | 1. 2. 3. 4.      |

近親に、三代母にMy Bupersを同じく持つハーツクライ、母ステラマドリッドの曾孫にあたるミッキーアイルおよびアエロリット、ラッキーライラックの母ライラックスアンドレースなどがいる。